# Wereldkampioenschap handbal mannen 2013
Het 23e wereldkampioenschap handbal mannen vond plaats van 11 januari tot 27 januari 2013 in Spanje. 24 nationale teams speelden in 7 steden om de wereldtitel. Frankrijk was de regerende wereldkampioen, maar werd in de kwartfinale uitgeschakeld. Gastland Spanje veroverde in eigen huis de wereldtitel.

## Gekwalificeerde teams
| Competitie                   | Data                           | Aantal plaatsen | Gekwalificeerd                                                                      |
| ---------------------------- | ------------------------------ | --------------- | ----------------------------------------------------------------------------------- |
| Gastland                     | 2 oktober 2010                 | 1               | Spanje                                                                              |
| Wereldkampioenschap          | 30 januari 2011                | 1               | Frankrijk                                                                           |
| Afrikaans kampioenschap      | 11 – 20 januari 2012           | 3               | Tunesië Algerije Egypte                                                             |
| Europees kampioenschap       | 15 – 29 januari 2012           | 3               | Denemarken Servië Kroatië                                                           |
| Europese play-offs           | 2 november 2011 – 17 juni 2012 | 9               | Rusland Slovenië Montenegro Hongarije Macedonië IJsland Duitsland Wit-Rusland Polen |
| Aziatisch kampioenschap      | 26 januari – 5 februari 2012   | 3               | Zuid-Korea Qatar Saoedi-Arabië                                                      |
| Pan-Amerikaans kampioenschap | 18 – 24 juni 2012              | 3               | Argentinië Brazilië Chili                                                           |
| Oceanisch kampioenschap      | 22 – 23 juni 2012              | 1               | Australië                                                                           |

## Speelsteden
| Barcelona                       | Madrid                                        | Zaragoza                 | Valladolid                      | Granollers                    |
| ------------------------------- | --------------------------------------------- | ------------------------ | ------------------------------- | ----------------------------- |
| Palau Sant Jordi                | Palacio de Deportes de la Comunidad de Madrid | Pabellón Príncipe Felipe | Pabellón Polideportivo Pisuerga | Palau D'Esports de Granollers |
| Capaciteit: 16.500              | Capaciteit: 14.500                            | Capaciteit: 11.000       | Capaciteit: 6.500               | Capaciteit: 5.685             |
|                                 |                                               |                          |                                 |                               |
| Madrid                          |                                               |                          |                                 | Sevilla                       |
| Madrid Arena                    | Palacio Municipal de Deportes San Pablo       |                          |                                 |                               |
| Capaciteit: 9.894               | Capaciteit: 9.500                             |                          |                                 |                               |
|                                 |                                               |                          |                                 |                               |
| Málaga                          | Ciudad Real                                   |                          |                                 |                               |
| Jose Maria Martin Carpena Arena | Quijote Arena                                 |                          |                                 |                               |
| Capaciteit: 11.000              | Capaciteit: 5.863                             |                          |                                 |                               |
|                                 |                                               |                          |                                 |                               |

## Loting
De loting vond plaats op 19 juli 2012 in Madrid, Spanje.

### Pottenindeling
De indeling van de potten werd bekendgemaakt op 9 juli 2012.
| Pot 1                                      | Pot 2                                        | Pot 3                                      | Pot 4                                     | Pot 5                                         | Pot 6                                          |
| ------------------------------------------ | -------------------------------------------- | ------------------------------------------ | ----------------------------------------- | --------------------------------------------- | ---------------------------------------------- |
| - Frankrijk - Denemarken - Spanje - Servië | - Kroatië - Macedonië - Slovenië - Duitsland | - Hongarije - Polen - IJsland - Argentinië | - Zuid-Korea - Tunesië - Algerije - Qatar | - Montenegro - Rusland - Wit-Rusland - Egypte | - Brazilië - Chili - Saoedi-Arabië - Australië |

## Voorronde
|  | Teams geplaatst voor de Laatste 16        |
|  | Teams die spelen om de plaatsen 17 t/m 24 |

### Groep A
| Pos | Team       | Wed | W | G | V | DV  | DT  | DS  | Ptn |
| --- | ---------- | --- | - | - | - | --- | --- | --- | --- |
| 1   | Duitsland  | 5   | 4 | 0 | 1 | 148 | 126 | +22 | 8   |
| 2   | Frankrijk  | 5   | 4 | 0 | 1 | 154 | 124 | +30 | 8   |
| 3   | Brazilië   | 5   | 3 | 0 | 2 | 122 | 127 | −5  | 6   |
| 4   | Tunesië    | 5   | 3 | 0 | 2 | 123 | 123 | 0   | 6   |
| 5   | Argentinië | 5   | 1 | 0 | 4 | 116 | 138 | −22 | 2   |
| 6   | Montenegro | 5   | 0 | 0 | 5 | 117 | 142 | −25 | 0   |

### Groep B
| Pos | Team       | Wed | W | G | V | DV  | DT  | DS  | Ptn |
| --- | ---------- | --- | - | - | - | --- | --- | --- | --- |
| 1   | Denemarken | 5   | 5 | 0 | 0 | 184 | 136 | +48 | 10  |
| 2   | Rusland    | 5   | 3 | 1 | 1 | 151 | 131 | +20 | 7   |
| 3   | IJsland    | 5   | 3 | 0 | 2 | 153 | 136 | +17 | 6   |
| 4   | Macedonië  | 5   | 2 | 1 | 2 | 142 | 143 | −1  | 5   |
| 5   | Qatar      | 5   | 1 | 0 | 4 | 139 | 166 | −27 | 2   |
| 6   | Chili      | 5   | 0 | 0 | 5 | 121 | 178 | −57 | 0   |

### Groep C
| Pos | Team          | Wed | W | G | V | DV  | DT  | DS  | Ptn |
| --- | ------------- | --- | - | - | - | --- | --- | --- | --- |
| 1   | Slovenië      | 5   | 5 | 0 | 0 | 151 | 130 | +21 | 10  |
| 2   | Polen         | 5   | 4 | 0 | 1 | 134 | 110 | +24 | 8   |
| 3   | Servië        | 5   | 3 | 0 | 2 | 150 | 128 | +22 | 6   |
| 4   | Wit-Rusland   | 5   | 2 | 0 | 3 | 135 | 120 | +15 | 4   |
| 5   | Saoedi-Arabië | 5   | 1 | 0 | 4 | 95  | 145 | −50 | 2   |
| 6   | Zuid-Korea    | 5   | 0 | 0 | 5 | 116 | 148 | −32 | 0   |

### Groep D
| Pos | Team      | Wed | W | G | V | DV  | DT  | DS   | Ptn |
| --- | --------- | --- | - | - | - | --- | --- | ---- | --- |
| 1   | Kroatië   | 5   | 5 | 0 | 0 | 148 | 99  | +49  | 10  |
| 2   | Spanje    | 5   | 4 | 0 | 1 | 160 | 98  | +62  | 8   |
| 3   | Hongarije | 5   | 3 | 0 | 2 | 147 | 120 | +27  | 6   |
| 4   | Egypte    | 5   | 1 | 1 | 3 | 130 | 123 | +7   | 3   |
| 5   | Algerije  | 5   | 1 | 1 | 3 | 123 | 126 | −3   | 3   |
| 6   | Australië | 5   | 0 | 0 | 5 | 66  | 208 | −142 | 0   |

## President's Cup

### 17e t/m 20e plaats

#### Halve finales
| 21 januari 2013 13:15 | Argentinië     | 30 – 26 | Qatar    | Palacio Multiusos de Guadalajara, Guadalajara Toeschouwers: 1,000 Scheidsrechters: Stark, Ştefan (ROU) |
| 21 januari 2013 13:15 | drie spelers 5 | (12–11) | Madadi 6 | Palacio Multiusos de Guadalajara, Guadalajara Toeschouwers: 1,000 Scheidsrechters: Stark, Ştefan (ROU) |
| 21 januari 2013 13:15 | 3× 2× 1×       | verslag | 4× 8× 1× | Palacio Multiusos de Guadalajara, Guadalajara Toeschouwers: 1,000 Scheidsrechters: Stark, Ştefan (ROU) |

| 21 januari 2013 15:30 | Saoedi-Arabië | 24 – 28 | Algerije   | Palacio Multiusos de Guadalajara, Guadalajara Toeschouwers: 500 Scheidsrechters: Menezes, Pinto (BRA) |
| 21 januari 2013 15:30 | Al-Salem 7    | (11–15) | Chehbour 7 | Palacio Multiusos de Guadalajara, Guadalajara Toeschouwers: 500 Scheidsrechters: Menezes, Pinto (BRA) |
| 21 januari 2013 15:30 | 3× 4×         | verslag | 2× 3×      | Palacio Multiusos de Guadalajara, Guadalajara Toeschouwers: 500 Scheidsrechters: Menezes, Pinto (BRA) |

#### Wedstrijd om 19e plaats
| 22 januari 2013 17:45 | Qatar     | 30 – 33 | Saoedi-Arabië | Palacio Multiusos de Guadalajara, Guadalajara Toeschouwers: 800 Scheidsrechters: Coulibaly, Diabaté (CIV) |
| 22 januari 2013 17:45 | Mabrouk 8 | (18–10) | Al-Obaidi 7   | Palacio Multiusos de Guadalajara, Guadalajara Toeschouwers: 800 Scheidsrechters: Coulibaly, Diabaté (CIV) |
| 22 januari 2013 17:45 | 3× 4×     | verslag | 4× 6×         | Palacio Multiusos de Guadalajara, Guadalajara Toeschouwers: 800 Scheidsrechters: Coulibaly, Diabaté (CIV) |

#### Wedstrijd om 17e plaats
| 22 januari 2013 20:00 | Argentinië         | 23 – 29 | Algerije   | Palacio Multiusos de Guadalajara, Guadalajara Toeschouwers: 1,000 Scheidsrechters: Al-Marzouqi, Al-Nuaimi (UAE) |
| 22 januari 2013 20:00 | Pizarro, Simonet 5 | (10–12) | Chehbour 7 | Palacio Multiusos de Guadalajara, Guadalajara Toeschouwers: 1,000 Scheidsrechters: Al-Marzouqi, Al-Nuaimi (UAE) |
| 22 januari 2013 20:00 | 3× 2×              | verslag | 4× 8×      | Palacio Multiusos de Guadalajara, Guadalajara Toeschouwers: 1,000 Scheidsrechters: Al-Marzouqi, Al-Nuaimi (UAE) |

### 21e t/m 24e plaats

#### Halve finales
| 21 January 2013 17:45 | Montenegro  | 35 – 31 | Chili        | Palacio Multiusos de Guadalajara, Guadalajara Toeschouwers: 500 Scheidsrechters: Al-Marzouqi, Al-Nuaimi (UAE) |
| 21 January 2013 17:45 | Roganović 9 | (18–11) | Feuchtmann 8 | Palacio Multiusos de Guadalajara, Guadalajara Toeschouwers: 500 Scheidsrechters: Al-Marzouqi, Al-Nuaimi (UAE) |
| 21 January 2013 17:45 | 3× 5×       | verslag | 2× 3×        | Palacio Multiusos de Guadalajara, Guadalajara Toeschouwers: 500 Scheidsrechters: Al-Marzouqi, Al-Nuaimi (UAE) |

| 21 januari 2013 20:00 | Zuid-Korea | 36 – 14 | Australië | Palacio Multiusos de Guadalajara, Guadalajara Toeschouwers: 500 Scheidsrechters: Al-Suwaidi, Bamutref (QAT) |
| 21 januari 2013 20:00 | Lee 7      | (19–6)  | Kelly 4   | Palacio Multiusos de Guadalajara, Guadalajara Toeschouwers: 500 Scheidsrechters: Al-Suwaidi, Bamutref (QAT) |
| 21 januari 2013 20:00 | 2× 3×      | verslag | 3×        | Palacio Multiusos de Guadalajara, Guadalajara Toeschouwers: 500 Scheidsrechters: Al-Suwaidi, Bamutref (QAT) |

#### Wedstrijd om 23e plaats
| 22 januari 2013 13:15 | Chili                  | 32 – 23 | Australië | Palacio Multiusos de Guadalajara, Guadalajara Toeschouwers: 1,000 Scheidsrechters: Menezes, Pinto (BRA) |
| 22 januari 2013 13:15 | Feuchtmann, Martínez 6 | (17–10) | Calvert 8 | Palacio Multiusos de Guadalajara, Guadalajara Toeschouwers: 1,000 Scheidsrechters: Menezes, Pinto (BRA) |
| 22 januari 2013 13:15 | 3× 4×                  | verslag | 3× 4×     | Palacio Multiusos de Guadalajara, Guadalajara Toeschouwers: 1,000 Scheidsrechters: Menezes, Pinto (BRA) |

#### Wedstrijd om 21e plaats
| 22 januari 2013 15:30 | Montenegro    | 27 – 30 | Zuid-Korea | Palacio Multiusos de Guadalajara, Guadalajara Toeschouwers: 500 Scheidsrechters: Al-Suwaidi, Bamutref (QAT) |
| 22 januari 2013 15:30 | Sevaljević 11 | (13–12) | Jeong 8    | Palacio Multiusos de Guadalajara, Guadalajara Toeschouwers: 500 Scheidsrechters: Al-Suwaidi, Bamutref (QAT) |
| 22 januari 2013 15:30 | 3× 5×         | verslag | 3× 1×      | Palacio Multiusos de Guadalajara, Guadalajara Toeschouwers: 500 Scheidsrechters: Al-Suwaidi, Bamutref (QAT) |

## Eindronde

### Laatste 16
| 20 januari 2013 15:45 | Duitsland | 28 – 23 | Macedonië    | Palau Sant Jordi, Barcelona Toeschouwers: 6.000 Scheidsrechters: Krstič, Ljubič (SLO) |
| 20 januari 2013 15:45 | Kneer 5   | (13–9)  | K. Lazarov 8 | Palau Sant Jordi, Barcelona Toeschouwers: 6.000 Scheidsrechters: Krstič, Ljubič (SLO) |
| 20 januari 2013 15:45 | 4×        | verslag | 3× 6×        | Palau Sant Jordi, Barcelona Toeschouwers: 6.000 Scheidsrechters: Krstič, Ljubič (SLO) |

| 20 januari 2013 17:30 | Brazilië            | 26 – 27 | Rusland   | Pabellón Príncipe Felipe, Zaragoza Toeschouwers: 1.600 Scheidsrechters: Leifsson, Pálsson (ISL) |
| 20 januari 2013 17:30 | Teixeira, Ribeiro 6 | (14–14) | Gorbok 11 | Pabellón Príncipe Felipe, Zaragoza Toeschouwers: 1.600 Scheidsrechters: Leifsson, Pálsson (ISL) |
| 20 januari 2013 17:30 | 3× 1×               | verslag | 3×        | Pabellón Príncipe Felipe, Zaragoza Toeschouwers: 1.600 Scheidsrechters: Leifsson, Pálsson (ISL) |

| 20 januari 2013 20:15 | IJsland    | 28 – 30 | Frankrijk  | Palau Sant Jordi, Barcelona Toeschouwers: 7,000 Scheidsrechters: Načevski, Nikolov (MKD) |
| 20 januari 2013 20:15 | Ólafsson 7 | (14–15) | Honrubia 7 | Palau Sant Jordi, Barcelona Toeschouwers: 7,000 Scheidsrechters: Načevski, Nikolov (MKD) |
| 20 januari 2013 20:15 | 3× 2×      | verslag | 3×         | Palau Sant Jordi, Barcelona Toeschouwers: 7,000 Scheidsrechters: Načevski, Nikolov (MKD) |

| 20 januari 2013 20:15 | Denemarken  | 30 – 23 | Tunesië     | Pabellón Príncipe Felipe, Zaragoza Toeschouwers: 1,700 Scheidsrechters: Gubica, Milošević (CRO) |
| 20 januari 2013 20:15 | Markussen 6 | (16–11) | Boughanmi 5 | Pabellón Príncipe Felipe, Zaragoza Toeschouwers: 1,700 Scheidsrechters: Gubica, Milošević (CRO) |
| 20 januari 2013 20:15 | 2× 4×       | verslag | 4× 7×       | Pabellón Príncipe Felipe, Zaragoza Toeschouwers: 1,700 Scheidsrechters: Gubica, Milošević (CRO) |

| 21 januari 2013 19:00 | Slovenië  | 31 – 26 | Egypte     | Palau Sant Jordi, Barcelona Toeschouwers: 3.000 Scheidsrechters: Baďura, Ondogrecula (SVK) |
| 21 januari 2013 19:00 | Dolenec 6 | (19–11) | Mostafa 10 | Palau Sant Jordi, Barcelona Toeschouwers: 3.000 Scheidsrechters: Baďura, Ondogrecula (SVK) |
| 21 januari 2013 19:00 | 4× 5×     | verslag | 3×         | Palau Sant Jordi, Barcelona Toeschouwers: 3.000 Scheidsrechters: Baďura, Ondogrecula (SVK) |

| 21 januari 2013 19:00 | Servië    | 20 – 31 | Spanje   | Pabellón Príncipe Felipe, Zaragoza Toeschouwers: 9.400 Scheidsrechters: Horáček, Novotný (CZE) |
| 21 januari 2013 19:00 | Nenadić 4 | (12–20) | Rocas 7  | Pabellón Príncipe Felipe, Zaragoza Toeschouwers: 9.400 Scheidsrechters: Horáček, Novotný (CZE) |
| 21 januari 2013 19:00 | 4× 5× 1×  | verslag | 4× 3× 1× | Pabellón Príncipe Felipe, Zaragoza Toeschouwers: 9.400 Scheidsrechters: Horáček, Novotný (CZE) |

| 21 januari 2013 21:30 | Hongarije  | 27 – 19 | Polen     | Palau Sant Jordi, Barcelona Scheidsrechters: Geipel, Helbig (GER) |
| 21 januari 2013 21:30 | Iváncsik 6 | (10–9)  | Jurecki 5 | Palau Sant Jordi, Barcelona Scheidsrechters: Geipel, Helbig (GER) |
| 21 januari 2013 21:30 | 3× 2×      | verslag | 3× 2×     | Palau Sant Jordi, Barcelona Scheidsrechters: Geipel, Helbig (GER) |

| 21 januari 2013 21:30 | Kroatië     | 33 – 24 | Wit-Rusland    | Pabellón Príncipe Felipe, Zaragoza Toeschouwers: 5.600 Scheidsrechters: Caçador, Nicolau (POR) |
| 21 januari 2013 21:30 | Stepančić 6 | (21–9)  | four players 4 | Pabellón Príncipe Felipe, Zaragoza Toeschouwers: 5.600 Scheidsrechters: Caçador, Nicolau (POR) |
| 21 januari 2013 21:30 | 3× 2×       | verslag | 2×             | Pabellón Príncipe Felipe, Zaragoza Toeschouwers: 5.600 Scheidsrechters: Caçador, Nicolau (POR) |

### Kwartfinales
| 23 januari 2013 18:15 | Rusland              | 27 – 28 | Slovenië         | Palau Sant Jordi, Barcelona Scheidsrechters: Geipel, Helbig (GER) |
| 23 januari 2013 18:15 | Dibirov, Shelmenko 6 | (13–14) | Žvižej, Zorman 5 | Palau Sant Jordi, Barcelona Scheidsrechters: Geipel, Helbig (GER) |
| 23 januari 2013 18:15 | 4× 11× 3×            | verslag | 3× 5×            | Palau Sant Jordi, Barcelona Scheidsrechters: Geipel, Helbig (GER) |

| 23 januari 2013 19:00 | Spanje               | 28 – 24 | Duitsland        | Pabellón Príncipe Felipe, Zaragoza Toeschouwers: 10.600 Scheidsrechters: Gubica, Milošević (CRO) |
| 23 januari 2013 19:00 | Aguinagalde, Tomás 7 | (12–14) | Christophersen 6 | Pabellón Príncipe Felipe, Zaragoza Toeschouwers: 10.600 Scheidsrechters: Gubica, Milošević (CRO) |
| 23 januari 2013 19:00 | 2× 4×                | verslag | 3× 7×            | Pabellón Príncipe Felipe, Zaragoza Toeschouwers: 10.600 Scheidsrechters: Gubica, Milošević (CRO) |

| 23 januari 2013 20:45 | Denemarken  | 28 – 26 | Hongarije | Palau Sant Jordi, Barcelona Toeschouwers: 8.000 Scheidsrechters: Krstič, Ljubič (SLO) |
| 23 januari 2013 20:45 | Lindberg 10 | (18–11) | Nagy 8    | Palau Sant Jordi, Barcelona Toeschouwers: 8.000 Scheidsrechters: Krstič, Ljubič (SLO) |
| 23 januari 2013 20:45 | 3× 6×       | verslag | 4× 3×     | Palau Sant Jordi, Barcelona Toeschouwers: 8.000 Scheidsrechters: Krstič, Ljubič (SLO) |

| 23 januari 2013 21:30 | Frankrijk   | 23 – 30 | Kroatië   | Pabellón Príncipe Felipe, Zaragoza Toeschouwers: 7.500 Scheidsrechters: Raluy, Sabroso (ESP) |
| 23 januari 2013 21:30 | Sorhaindo 5 | (12–13) | Duvnjak 9 | Pabellón Príncipe Felipe, Zaragoza Toeschouwers: 7.500 Scheidsrechters: Raluy, Sabroso (ESP) |
| 23 januari 2013 21:30 | 4× 3×       | verslag | 4× 3× 1×  | Pabellón Príncipe Felipe, Zaragoza Toeschouwers: 7.500 Scheidsrechters: Raluy, Sabroso (ESP) |

### Halve finales
| 25 januari 2013 19:15 | Spanje     | 26 – 22 | Slovenië | Palau Sant Jordi, Barcelona Scheidsrechters: Leifsson, Pálsson (ISL) |
| 25 januari 2013 19:15 | Cañellas 5 | (13–12) | Marguč 7 | Palau Sant Jordi, Barcelona Scheidsrechters: Leifsson, Pálsson (ISL) |
| 25 januari 2013 19:15 | 3× 2×      | verslag | 4× 3×    | Palau Sant Jordi, Barcelona Scheidsrechters: Leifsson, Pálsson (ISL) |

| 25 januari 2013 21:30 | Denemarken | 30 – 24 | Kroatië   | Palau Sant Jordi, Barcelona Scheidsrechters: Horáček, Novotný (CZE) |
| 25 januari 2013 21:30 | Eggert 9   | (14–11) | Bičanić 6 | Palau Sant Jordi, Barcelona Scheidsrechters: Horáček, Novotný (CZE) |
| 25 januari 2013 21:30 | 3×         | verslag | 3× 2×     | Palau Sant Jordi, Barcelona Scheidsrechters: Horáček, Novotný (CZE) |

### Troostfinale
| 26 januari 2013 19:00 | Slovenië    | 26 – 31 | Kroatië          | Palau Sant Jordi, Barcelona Toeschouwers: 8.500 Scheidsrechters: Načevski, Nikolov (MKD) |
| 26 januari 2013 19:00 | Kavtičnik 4 | (13–14) | Duvnjak, Čupić 8 | Palau Sant Jordi, Barcelona Toeschouwers: 8.500 Scheidsrechters: Načevski, Nikolov (MKD) |
| 26 januari 2013 19:00 | 4× 2× 1×    | verslag | 3× 4×            | Palau Sant Jordi, Barcelona Toeschouwers: 8.500 Scheidsrechters: Načevski, Nikolov (MKD) |

### Finale
| 27 januari 2013 17:15 | Spanje               | 35 – 19 | Denemarken               | Palau Sant Jordi, Barcelona Toeschouwers: 14.000 Scheidsrechters: Krstič, Ljubič (SLO) |
| 27 januari 2013 17:15 | Cañellas 7, Rivera 6 | (18–10) | Søndergaard, Møllgaard 4 | Palau Sant Jordi, Barcelona Toeschouwers: 14.000 Scheidsrechters: Krstič, Ljubič (SLO) |
| 27 januari 2013 17:15 | 3×                   | verslag | 3× 2×                    | Palau Sant Jordi, Barcelona Toeschouwers: 14.000 Scheidsrechters: Krstič, Ljubič (SLO) |

## Eindrangschikking
| Goud   | Spanje        |
| Zilver | Denemarken    |
| Brons  | Kroatië       |
| 4      | Slovenië      |
| 5      | Duitsland     |
| 6      | Frankrijk     |
| 7      | Rusland       |
| 8      | Hongarije     |
| 9      | Polen         |
| 10     | Servië        |
| 11     | Tunesië       |
| 12     | IJsland       |
| 13     | Brazilië      |
| 14     | Macedonië     |
| 15     | Wit-Rusland   |
| 16     | Egypte        |
| 17     | Algerije      |
| 18     | Argentinië    |
| 19     | Saoedi-Arabië |
| 20     | Qatar         |
| 21     | Zuid-Korea    |
| 22     | Montenegro    |
| 23     | Chili         |
| 24     | Australië     |

| 2013 Wereldkampioen mannen · Spanje · 2e titel Selectie: Arpad Sterbik, José Manuel Sierra, Alberto Entrerríos, Albert Rocas, Jorge Maqueda, Víctor Tomás, Dani Sarmiento, Julen Aguinagalde, Joan Cañellas, Ángel Montoro, Viran Morros, Carlos Ruesga, Antonio García, Valero Rivera, Aitor Ariño en Gedeón Guardiola. · Bondscoach: Valero Rivera. |

### All-Star Team
- Keeper:  Niklas Landin Jacobsen
- Linkerhoek:  Timoer Dibirov
- Linkeropbouw:  Alberto Entrerríos
- Middenopbouw:  Domagoj Duvnjak
- Cirkelloper:  Julen Aguinagalde
- Rechteropbouw:  László Nagy
- Rechterhoek:  Hans Lindberg

### Beste speler
- Most Valuable Player:  Mikkel Hansen